# Backhaus (Vagen)

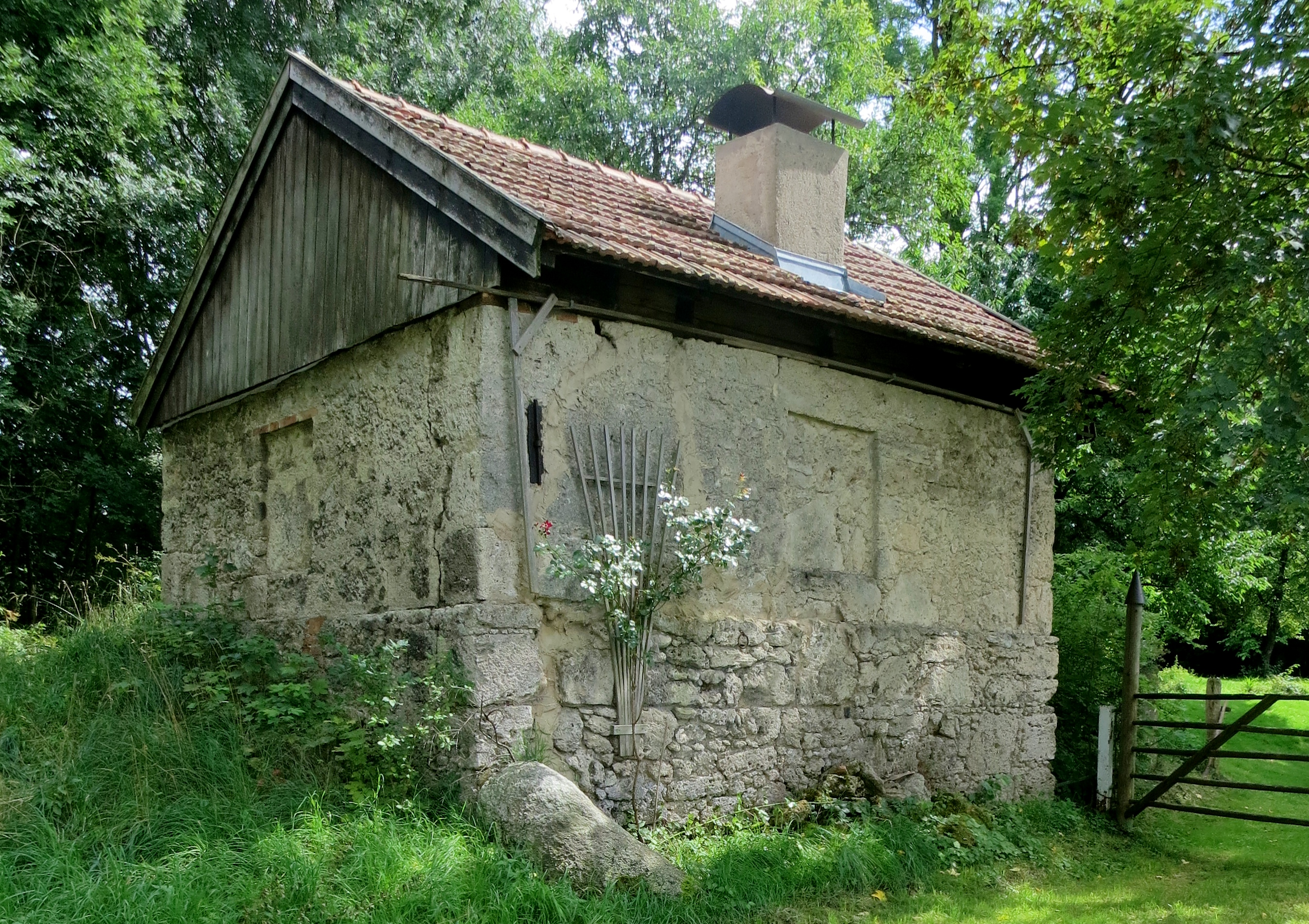
Ehemaliges Backhaus in Vagen

Das Backhaus in Vagen, einem Gemeindeteil von Feldkirchen-Westerham im oberbayerischen Landkreis Rosenheim, wurde um 1800 erbaut. Das ehemalige Backhaus an der Goldbachstraße 9 ist ein geschütztes Baudenkmal.
Der Kalktuffbau, der seit vielen Jahren nicht mehr als Backhaus dient, wird von einem Satteldach gedeckt.